# Caner Erkin
Caner Erkin (Balıkesir, Turquia, 4 d'octubre de 1988), és un futbolista turc que actualment juga a l'Inter de Milà de la Sèrie A italiana. Exerceix com a lateral esquerre.

## Clubs
| Club            | País    | Any         | Partits | Gols |
| Manisaspor      | Turquia | 2004 - 2007 | 43      | 4    |
| PFC CSKA Moscou | Rússia  | 2007 - 2009 | 36      | 2    |
| Galatasaray SK  | Turquia | 2009 - 2010 | 22      | 3    |
| Fenerbahçe SK   | Turquia | 2010 - 2016 | 150     | 11   |
| Inter de Milà   | Itàlia  | 2016 -      |         |      |